# Quintette de cuivres

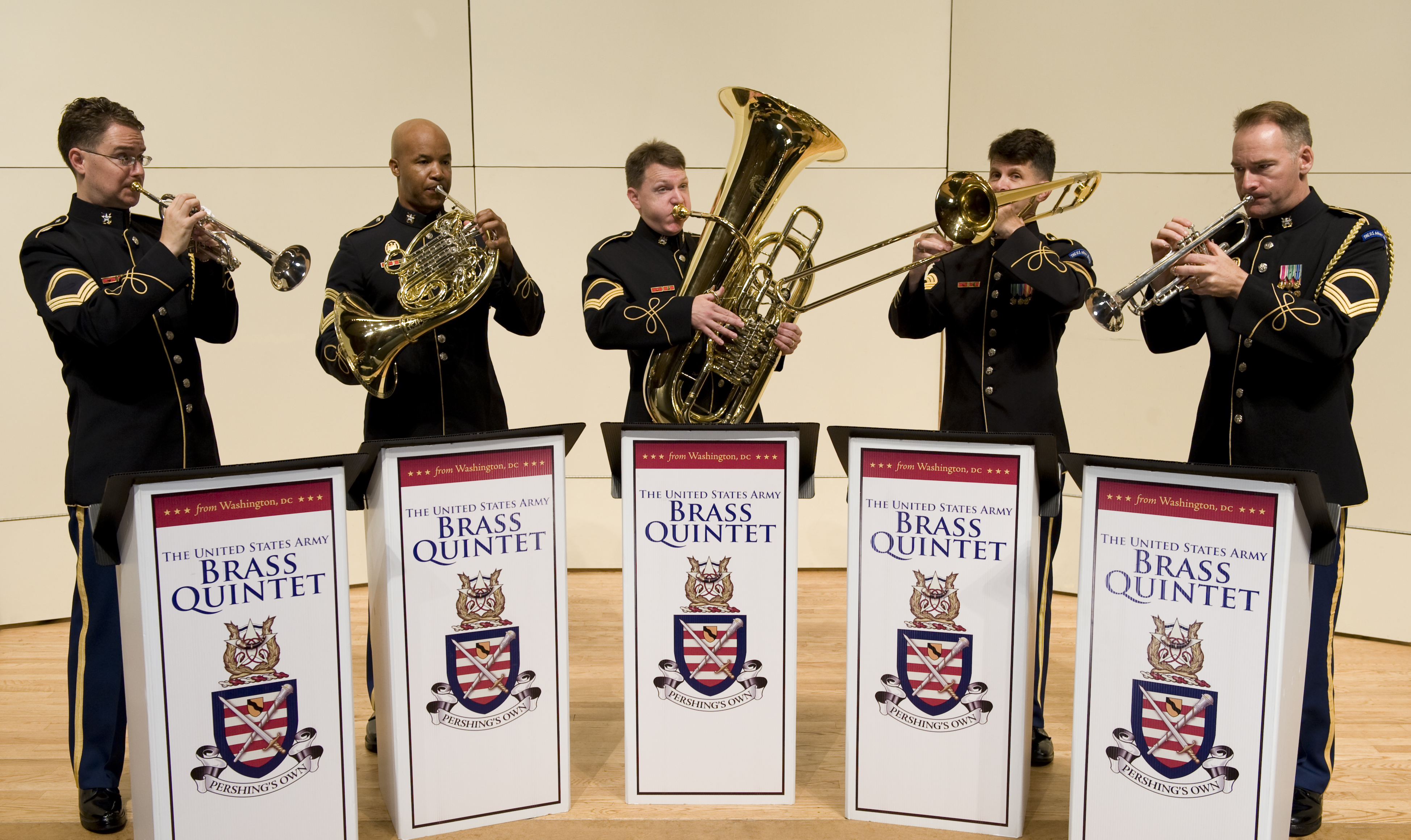
Le United States Army Brass Quintet.

Un quintette de cuivres est un ensemble musical constitué de cinq instruments à vent de la famille des cuivres. L'instrumentation d'un quintette de cuivres comprend généralement deux trompettes ou cornets à pistons, un cor, un trombone ou euphonium/saxhorn baryton, et un tuba ou trombone basse. Les musiciens d'un quintette de cuivres peuvent souvent jouer de plusieurs instruments. Les trompettistes, par exemple, peuvent jouer de la trompette piccolo et du bugle. L'instrumentation peut varier en fonction du type de quintette. Dans certains quintettes, le cor est remplacé par un trombone supplémentaire. L'euphonium peut également remplacer la partie de trombone. Bien que le tuba soit considéré comme un instrument standard, la tessiture et le style de nombreuses pièces se prêtent à l'utilisation du trombone basse comme instrument le plus grave. En outre, certains morceaux nécessitent l'utilisation d'instruments de percussion, en particulier la caisse claire, le tambourin ou les timbales.

## Histoire
La première musique de chambre pour cuivres a été écrite entre le milieu et la fin du XIXe siècle et a coïncidé avec l'invention d'instruments de cuivres capables de jouer la gamme chromatique. La famille Distin (en) a formé l'un des premiers quintettes de cuivres en 1833, effectuant des tournées en Europe et aux États-Unis. La famille Distin rencontra Adolphe Sax à Paris et adopta la  nouvelle famille d'instruments de cuivres appelés saxhorn et brevetés en 1844. Le compositeur français Jean-François Bellon et le compositeur russe Victor Ewald sont à l'origine du développement de la musique de chambre pour cuivres à Paris et en Russie à cette époque. Bellon a publié la première série de douze quintettes pour cuivres en 1850, tandis qu'Ewald a composé ses quintettes entre 1888 et 1912, tout en améliorant les cuivres. L'amélioration des instruments de la famille des cuivres a joué un rôle important plus tard dans l'histoire des quintettes de cuivres, car elle a permis au musicien d'en faire plus avec l'instrument, ce qui à son tour a permis d'étendre les possibilités et le jeu artistiques.
Le quintette de cuivres moderne n'existe que depuis la Seconde Guerre mondiale, car avant cette date, il n'existait qu'un nombre restreint de pièces écrites pour le quintette de cuivres. On pense que le quintette de cuivres n'a pas été établi en tant qu'ensemble de chambre formel avant 1947. Ceci est reconnu car il devrait y avoir des compositions pour les cuivres de chambre, ainsi que l'existence de groupes amateurs et professionnels. L'instrumentation des ensembles de cuivres aurait également pu "rester constante pendant une période prolongée avant 1947". À partir de 1947, de nombreux compositeurs ont commencé à composer pour l'instrumentation moderne du quintette de cuivres qui a été établie plus tard par le New York Brass Quintet.

## Quintettes de cuivres aux États-Unis d'Amérique et au Canada

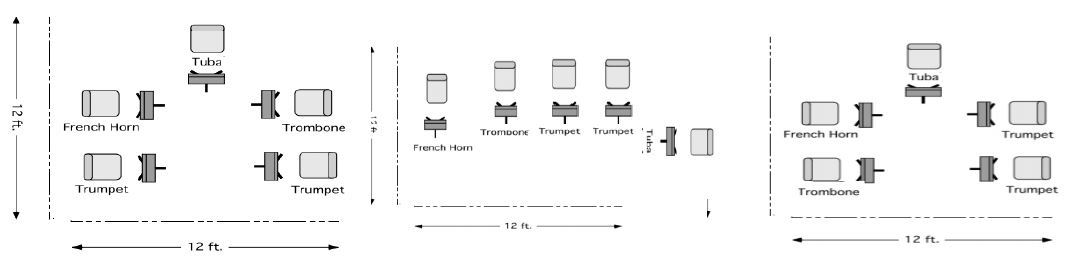
La première et la troisième configuration sont les plus courantes parmi de nombreux quintettes de cuivres, tandis que l' utilise principalement la deuxième configuration.

Le quintette de cuivres contemporain est apparu au début des années 1950 avec le New York Brass Quintet, suivi dans les années 1960 par l'American Brass Quintet (en), le Chicago Brass Quintet (en) et Eastman Brass Quintet. C'est à Robert Nagel que l'on doit la formation du premier quintette de cuivres d'importance aux États-Unis, le New York Brass Quintet, en 1954, et c'est cet ensemble qui a commandé et créé les premières œuvres majeures du répertoire pour quintette de cuivres, comme les quintettes de cuivres de Malcolm Arnold, de Gunther Schuller et d'Alvin Etler. Bien que le New York Brass Quintet ait joué des pièces telles que celles de Malcolm Arnold, etc, une grande partie de leur répertoire consistait en des transcriptions de musique de la Renaissance et de la Baroque. Le Annapolis Brass Quintet (en) a été le premier quintette de cuivres aux États-Unis à avoir ses membres qui se produisent avec le groupe à plein temps. Le groupe s'est fréquemment produit en Amérique du Nord, en Europe et en Asie depuis sa création en 1971 jusqu'à sa dissolution en 1993. Cependant, c'est avec la fondation du Canadian Brass en 1970 que le quintette de cuivres est devenu une attraction populaire dans le monde de la musique de chambre. Le Canadian Brass a établi à la fois le style et la popularité du quintette dans le monde entier, ayant donné plus de cinq mille concerts, vendu plus de 500 000 livres de musique pour quintette et créé une bibliothèque de plus de 600 compositions et arrangements pour quintette de cuivres. Il reste l'un des quintettes de cuivres contemporains les plus populaires et les plus reconnaissables. Le quintette de cuivres a accumulé une quantité considérable de littérature pour un ensemble qui n'a été fermement établi qu'au milieu du XXe siècle. Les contributions notables à la littérature comprennent de nombreuses commandes d'ensembles modernes tels que l'American Brass Quintet et des transcriptions réalisées par d'autres ensembles tels que le Canadian Brass. Plus précisément, le Dr Arthur Frackenpohl a écrit de nombreux arrangements et transcriptions pour le Canadian Brass pendant plus de 20 ans et a joué un rôle essentiel dans la production d'un répertoire non seulement pour le Canadian Brass, mais aussi pour tous les quintettes de cuivres .

## Festival international du quintette de cuivres
En 1980, le Festival et symposium international du quintette de cuivres a été créé et, à l'époque, il était le seul à exister. Ce festival, semblable à de nombreux festivals d'orchestre ou de fanfare, proposait des forums musicaux, des classes de maître, des concours, des programmes en résidence et des concerts gratuits. Ce festival s'est tenu de 1980 à 1992 au Village of Cross Keys à Baltimore, Maryland. Au cours de cette période, de nombreux quintettes de cuivres de renommée mondiale se sont produits, notamment le Budapest Brass Quintet, Le Concert Arban de Paris, l'Ensemble Prisma de Vienne et le Theo Martens Brass Quintet. En 1989, l'histoire s'est écrite lorsque le Berlin Brass Quintet de Berlin-Est a partagé la scène avec le Brandenburg Quintet de Berlin-Ouest avant la chute officielle du Mur de Berlin.

## Formations de quintette de cuivres remarquables
- American Brass Quintet (en)
- Annapolis Brass Quintet (en)
- Quintette de cuivres Ars Nova
- Quintette de cuivres de l'Atlantique (en)
- Canadian Brass
- Chestnut Brass Company (en)
- Chicago Brass Quintet (en)
- Dallas Brass (en)
- Chestnut Brass Company (en)
- Dallas Brass (en)
- Empire Brass (en)
- Meridian Arts Ensemble (en)
- New York Brass Quintet (en)
- Presidio Brass (en)
- Presidio Brass (en)
- Smoky Mountain Brass Quintet (en)